# Lucie Zelenková
Lucie Zelenkováⓘ (Karl Marx Stadt, 17 december 1974) is een Tsjechisch triatlete. Ze begon met de olympische afstand, maar maakte later haar overstap op de lange afstand. Ze geniet met name bekendheid vanwege haar olympisch deelname en het winnen van de Ironman South Africa.

## Biografie
In 1993 maakte ze haar debuut op de triatlon. In 1999 werd ze professioneel triatlete. In 2004 nam ze deel aan de Olympische Spelen van Athene, waarbij de triatlon voor het eerst op het olympische programma stond. Na een dertiende zwemtijd (19.23) moest ze bij het fietsonderdeel opgeven.
In 2006 maakte ze de overstap op de lange afstand. Drie jaar later boekte ze hierbij haar grootste succes door de Ironman South Africa op haar naam te schrijven. Met een tijd van 9:16.32 won ze deze wedstrijd, nadat ze in 2008 al eens derde was geweest.
Ze is aangesloten bij het prestigieuze TeamTBB . Ze woont met haar verloofde Kurt in Zuid-Afrika en is coach van triatleten ver verschillende niveaus (pro, elite en agegroup).

## Palmares

### duatlon
- 2009:  Teavigo Duathlon Series

### triatlon
- 1998: 20e EK olympische afstand in Velden - 2:08.37
- 1999: 13e EK olympische afstand in Funchal - 2:04.40
- 2000: 21e EK olympische afstand in Stein - 2:15.00
- 2001: 10e ETU Cup in Alanya - 2:03.20
- 2001:  ETU Cup in Ponta Delgada - 1:00.32
- 2001: 15e EK olympische afstand in Karlovy Vary - 2:26.12
- 2001: 19e WK olympische afstand in Edmonton - 2:02.47
- 2002: 18e EK olympische afstand in Győr - 2:02.17
- 2002: 34e WK olympische afstand in Cancún - 2:08.56
- 2004:  ITU EC in Holten
- 2004: 9e EK olympische afstand in Valencia - 1:59.31
- 2004: 33e WK olympische afstand in Funchal - 1:58.23
- 2004: DNF Olympische Spelen in Athene
- 2005:  Ironman Ibiza
- 2005: 29e WK olympische afstand in Lausanne - 2:19.17
- 2006:  ITU EC in Portorož
- 2006: 5e Quelle Challenge - 9:32.05
- 2006: 4e Ironman South Africa - 10:19.32
- 2008:  Ironman South Africa - 9:34.09
- 2008:  Challenge France - 4:35.10
- 2008: 5e Ironman Austria - 9:13.15
- 2008:  Kaiser's Bonn-Triathlon - 3:10.04
- 2008:  Ironman 70.3 Zuid-Afrika
- 2008: 4e WK lange afstand in Almere - 6:33.59
- 2009:  Ironman 70.3 Zuid-Afrika - 4:46.40
- 2009: 4e Ironman Singapore - 4:40.38
- 2009:  Ironman South Africa - 09:16.32
- 2009:  Ironman 70.3 Oostenrijk - 4:30.03
- 2009:  Ironman Austria - 9:07.24
- 2009: 6e EK lange afstand in Praag - 6:37.03
- 2009: 5e WK lange afstand in Perth - 4:26.47
- 2009: 27e Ironman Hawaï - 10:04.42
- 2012: 8e EK lange afstand - 9.26.19